# أليعازر
أليعازر هو كاهن يهودي ذكر في التوراة، هو الكاهن الأعلى الثاني لبني إسرائيل بعد هجرتهم من مصر، وهو ابن هارون حيث ورث منصب الكاهن الأعلى بعد وفاته.